# 田舍館村
田舍館村（日语：／ Inakadate mura */?）是位於日本青森縣中部的村，隸屬於南津輕郡。轄區地處津輕平原南端，淺瀨石川流經中心地區並往西流，平川流經西部邊界，當地人口則多集中在川部站與田舍館村役場周圍。田舍館村以種植稻米而聞名，也是北方稻作文化和日本稻田畫的發源地。

## 地理
田舍館村東部海拔為33.6公尺，西部海拔則為23公尺。當地在氣候上屬於日本海側氣候，四季變化較大。根據統計，1981年至2010年田舍館村的年均溫為19.2℃，年降雨量則為1200毫米。

## 歷史
田舍館村曾發掘出許多繩紋時代與彌生時代的遺跡，境內共發現656處彌生時代中期的水田遺跡，其中垂柳遺跡被指定為日本的國家史跡。戰國時代，千德氏居住於境內的田舍館城。
1889年（明治22年）4月1日 ，田舍館村、大曲村、枝川村、高樋村、畑中村、豐蒔村、垂柳村、八反田村、大根子村、諏訪堂村、十二川原村合併為田舍館村。1955年（昭和30年）4月1日 ， 田舍館村、光田寺村合併為田舍館村。1956年（昭和31年）10月1日 ，尾上町部份地區併入田舍館村。

## 行政
- 村長：鈴木孝雄（三任）任期：2016年（平成28年）11月17日
- 村議會：10人

## 產業
當地的基礎產業為農業，以生產稻米和蘋果為主。其中作為食用的稻米種植面積佔田舍館村水田總面積的79%，其次是大豆和用於製作飼料的稻米。

## 交通

### 鐵道路線
- 東日本旅客鐵道
  - 奧羽本線：川部車站
- 弘南鐵道
  - 弘南線：田舍館車站

弘南鐵道黑石線（舊國鐵黑石線）曾經在北部設置前田屋敷車站，但於1998年（平成10年）4月1日廢除。

### 巴士
- 弘南巴士
  - 弘前 ←→ 黑石線
  - 川部線

### 道路
- 一般國道
  - 國道102號 - 道之驛田舍館

### 教育

#### 中學
- 田舍館村立田舎館中學

#### 小學
- 田舍館村立光田寺小學
- 田舍館村立田舍館小學
- 田舍館村立西小學

上述小學皆於2011年3月閉校，並於2011年4月整合成新的「田舍館村立田舍館小學」。

### 管轄警察署
- 黑石警察署

### 社區放送局
- FM JAIGO WAVE

## 觀光

### 名勝、古蹟
- 垂柳遺跡
- 田舍館城址
- 木造十一面觀音菩薩立像（田舍館辯天堂境內）
- 彌生之里
- WINS津輕（場外勝馬投票券發售所）
- 村公所 - 與文化會館一併設置，擁有天守閣、大手門等城郭風的外觀來吸引旅客。
- 田舍館村考古中心
- 田舍館村博物館

### 祭典、活事
- 稻田畫

## 本地出身之名人
- 田澤吉郎（前眾議院議員）
- 栃乃海晃嘉（相撲第49代橫綱，在位期間1964年（昭和39年）3月 - 1966年（昭和41年）11月）
- 栃ノ海雅清（前相撲手、十兩）
- 栃勇義治（前相撲手、前頭）
- 綾ノ浪俊一郎（前相撲手、前頭）
- 一ノ矢藤太郎（前相撲手，大關）
- 一乃矢藤太郎（前相撲手，一ノ矢藤太郎的曾孫、前頭）